# بافران
بافران  شهری از توابع بخش مرکزی شهرستان نائین استان اصفهان ایران است. روستای بافران در تاریخ ۱۶ آذر ۱۳۸۸ با موافقت هیئت دولت و به استناد ماده ۱۳ قانون تعاریف و ضوابط تقسیمات کشوری به شهر تبدیل شد.

## پیشینه
در گورآباد بافران، آسیابی بوده که ویرانه‌های آن هنوز بر جاست. در بافران و به ویژه در محله‌هایی مانند دجله آب کافی یافت می‌شود و حتی کتاب تاریخ نائین کوچ اعراب عامری را از سفلای اردستان به بافران به دلیل وجود مراتع و چراگاه خوب این منطقه می‌داند.

## در منابع
- فرهنگ جغرافیائی ایران - جلد ۱۰:

دهی است از بخش حومهٔ شهرستان نائین که در ۵۰ هزار گزی جنوب خاور نائین متصل به شوسهٔ نائین به عقدا در جلگه واقع است. ناحیه‌ای است دارای آب و هوای معتدل و ۱۹۷۸ تن سکنه، آب آنجا از قنات تأمین می‌شود. محصول عمدهٔ آن غلات و میوه و شغل مردمش زراعت و صنایع دستی زنان کرباس بافی و راهش فرعی است. 
- تاریخ نائین - تألیف آیت‌الله صدر بلاغی:

از دهات معروف مشرق نائین است و آبادیهای حومهٔ آن عبارت است از جید، کشتخوان، پیربداق و علی‌آباد. قلعه مخروبه‌ای در بافران است که به قلعه رستم مشهور است. درخت و پایابی نیز هست که معروف است که حضرت رضا، هنگام عزیمت به خراسان در کنار آن درخت غذا خورده و در آن آب وضو ساخته‌است. شاه عباس کبیر هم در نذری که کرد که پیاده بخراسان مشرف شود (۱۰۱۰ هَ. ق) تا آنجا که توانسته‌است از مسیر حضرت رضا راه پیموده است. به امر شاه عباس در اطراف آن درخت صحنی بنا کرده‌اند. مسجد جامع بافران نیز از آثار قدیمی آن محل است. جمعیت بافران به دو دسته عرب و عجم تقسیم می‌شود. عرب‌های آن از اعراب بنی عامرند و تفنگچیان بافرانی در زمان قاجاریه معروف بوده‌اند، در هجوم افاعنه بافران مورد قتل‌عام قرار گرفت.
- لغت نامه دهخدا در توضیح کلمه بادران به نقل از معجم البلدان چنین می‌نویسد:

از قریه‌های اصفهان و از اعمال نائین است

### دکتر حمیدرضا عرب بافرانی به عنوان دانشجوی دکتری نانو فناوری در خردادماه 1399 دارفانی را وداع گفت.
همایش بزرگداشت نخبه بافرانی 
https://sedayenaein.ir/?p=10229